# Jhalod
Jhalod è una suddivisione dell'India, classificata come municipality, di 25.095 abitanti, situata nel distretto di Dahod, nello stato federato del Gujarat. In base al numero di abitanti la città rientra nella classe III (da 20.000 a 49.999 persone).

## Geografia fisica
La città è situata a 23° 6' 0 N e 74° 9' 0 E e ha un'altitudine di 263 m s.l.m..

## Società

### Evoluzione demografica
Al censimento del 2001 la popolazione di Jhalod assommava a 25.095 persone, delle quali 12.677 maschi e 12.418 femmine, per un totale di 4.262 nuclei familiari.